# 4
4 (IV) var ett skottår som började en tisdag i den proleptiska julianska kalendern, men i verkligheten antingen ett normalår som började en onsdag eller ett skottår som började en tisdag i den julianska kalendern (se skottårsfelet i den julianska kalendern för mer information).

## Händelser

### Okänt datum
- Kejsar Augustus hemkallar Tiberius till Rom och utnämner honom till tronarvinge och framtida kejsare.
- Tiberius antar Germanicus som sin efterträdare.
- Sextus Aelius Catus blir konsul i Rom.
- Den romerska lagen Lex Aelia Sentia reglerar frigivandet av slavar.
- Romarriket, representerat av Tiberius, och den germanska stammen keruskerna, representerad av sin kung Segimer, undertecknar ett nonaggressions- och vänskapsfördrag. Arminius och Flavus, söner till Segimer, har värvats till den romerska armén, som ledare för reservtrupperna.
- Nikolaus av Damaskus skriver sin 14 volymer stora Världshistorien.
- Kung Frates V och drottning Musa av Partien blir avsatta och mördade, varpå kronan erbjuds åt Orodes III.
- Namhae Chachaung efterträder Bak Hyeokgeose som kung av det koreanska kungariket Silla (traditionellt datum).

## Födda
- Columella, romersk författare (död 70)
- Daemusin, kung av Goguryeo (död 44)

## Avlidna
- Gaius Caesar, romersk statsman, son till Marcus Vipsanius Agrippa och Julia Caesaris
- Bak Hyeokgeose av Silla, Koreas förste härskare